# Montferrand-du-Périgord
Montferrand-du-Périgord település Franciaországban, Dordogne megyében. Lakosainak száma 155 fő (2022. január 1.). Montferrand-du-Périgord Le Buisson-de-Cadouin, Saint-Romain-de-Monpazier, Bouillac, Saint-Avit-Rivière, Sainte-Croix és Saint-Avit-Sénieur községekkel határos.

## Népesség
A település népességének változása:
| Lakosok száma | 236  | 185  | 197  | 172  | 163  | 158  | 157  | 156  | 155  | 155  |
|               | 1968 | 1982 | 1990 | 2006 | 2013 | 2015 | 2017 | 2019 | 2020 | 2022 |